# Arque

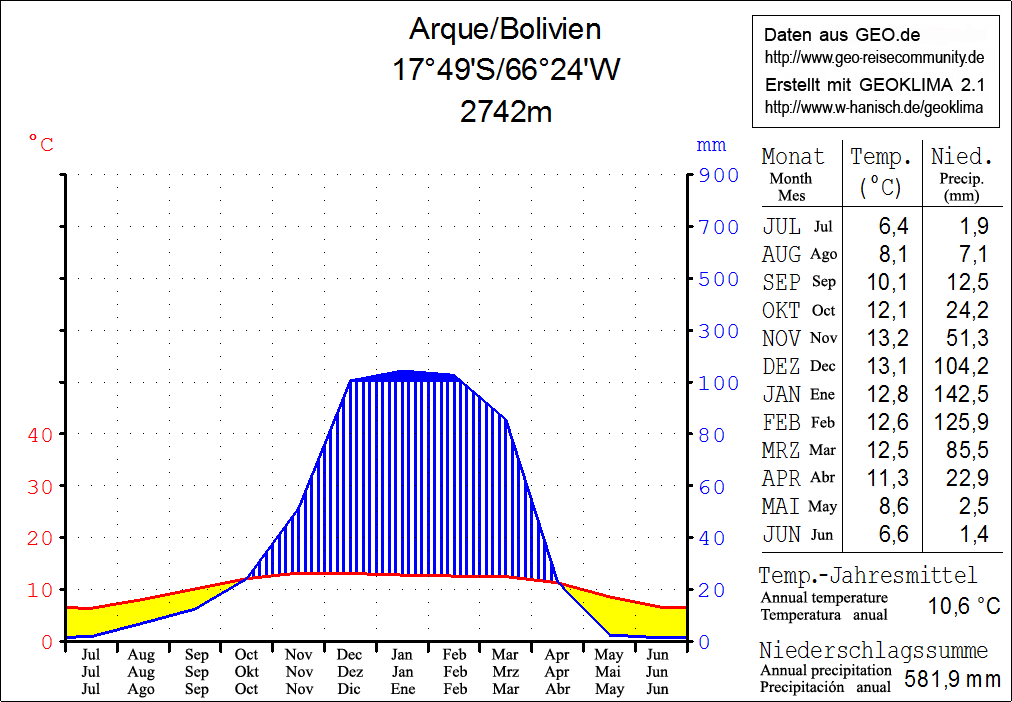
diagramme températures/précipitations annuel

Arque est une localité du département de Cochabamba en Bolivie. Arque est le chef-lieu de la Province d'Arque. Sa population était estimée à 487 habitants en 2001.

## Géographie
Arques est le siège de l'administration de la province d'Arque et se trouve dans la municipalité d'Arque. Elle est située à une hauteur de altitude de 2742 m sur le rive droite du Río Arque, l'une des sources du Rio Grande bolivien, sur le versant bolivien nord de la Cordillère centrale, au pied du versant septentrional de la Cordillère centrale bolivienne.

### Réseau de communications
Arque est traversée par un important axe routier qui relie les villes d'Oruro et de Cochabamba, et suit le cours du Rio Arque.

## Population
La population d'Arque s'élevait à 487 habitants au recensement de 2001. La municipalité d'Arque, dont Arque est le siège, comptait à la même époque 11 806 habitants.